# 宜章河
宜章河，流经中国湖南省南部和广东省北部，是武江左岸支流，发源于湖南省郴州市北湖区骑田岭山脉天湖岭，西南流至北湖区芙蓉乡大山里转东南流，经宜章县城玉溪镇（此段也称玉溪河），最后于广东省乐昌市坪石镇三星坪村汇入武江。全长45千米，流域面积291平方千米（其中86%位于湖南）。